# Maarika Võsuová
Maarika Võsuová (* 7. červen 1972 Tartu, Sovětský svaz) je bývalá estonská sportovní šermířka, která se specializovala na šerm kordem. Estonsko reprezentovala v devadesátých letech a v prvním desetiletí jednadvacátého století. Na olympijských hrách startovala v roce 1996 v soutěži jednotlivkyň a družstev. V roce 2005 obsadila druhé místo na mistrovství světa v soutěži jednotlivkyň a v roce 2003 obsadila druhé místo na mistrovství Evropy. S estonským družstvem kordistek vybojovala v roce 2002 druhé místo na mistrovství světa a v roce 2003 druhé místo na mistrovství Evropy.